# Nuoto artistico ai campionati europei di nuoto 2022 - Programma highlights squadra femminile
La competizione di gara a squadre highlights di nuoto artistico ai Campionati europei di nuoto 2022 si è disputata il 12 agosto 2022 presso il Foro Italico di Roma, in Italia.

## Risultati
La finale si è svolta alle ore 17:00.
| Pos     | Squadra  | Nazione | Punti   |
| ------- | -------- | --- | ------- |
| Oro     | Ucraina  | Maryna Aleksiiva Vladyslava Aleksiiva Olesia Derevianchenko Marta Fiedina Veronika Hryshko Sofiia Matsiievska Daria Moshynska Anhelina Ovchynnikova Anastasiia Shmonina Valeriya Tyshchenko | 94.0667 |
| Argento | Italia   | Domiziana Cavanna Linda Cerruti Costanza Di Camillo Costanza Ferro Gemma Galli Marta Iacoacci Marta Murru Enrica Piccoli Federica Sala Francesca Zunino                                     | 91.7000 |
| Bronzo  | Francia  | Camille Bravard Manon Disbeaux Ambre Esnault Laura Gonzalez Mayssa Guermoud Maureen Jenkins Romane Lunel Eve Planeix Charlotte Tremble Mathilde Vigneres                                    | 89.2000 |
| 4       | Ungheria | Anna Apáthy Niké Barta Linda Farkas Boglárka Gács Lilien Götz Hanna Hatala Szabina Hungler Cintia Makai Léna Szórát Blanka Taksonyi                                                         | 78.5667 |